# Ciclismo ai Giochi paralimpici
Il ciclismo è sport paralimpico ai Giochi paralimpici estivi sin dall'edizione del 1984 di Stoke Mandeville, nel Regno Unito.

## Evoluzione del programma
Dopo le prime tre edizioni in cui furono disputate solo poche gare da Atlanta 1996, il programma paralimpico del ciclismo ha assunto un maggiore sviluppo, sino ad arrivare ai 44 titoli assegnati a Pechino 2008.

## Eventi del programma

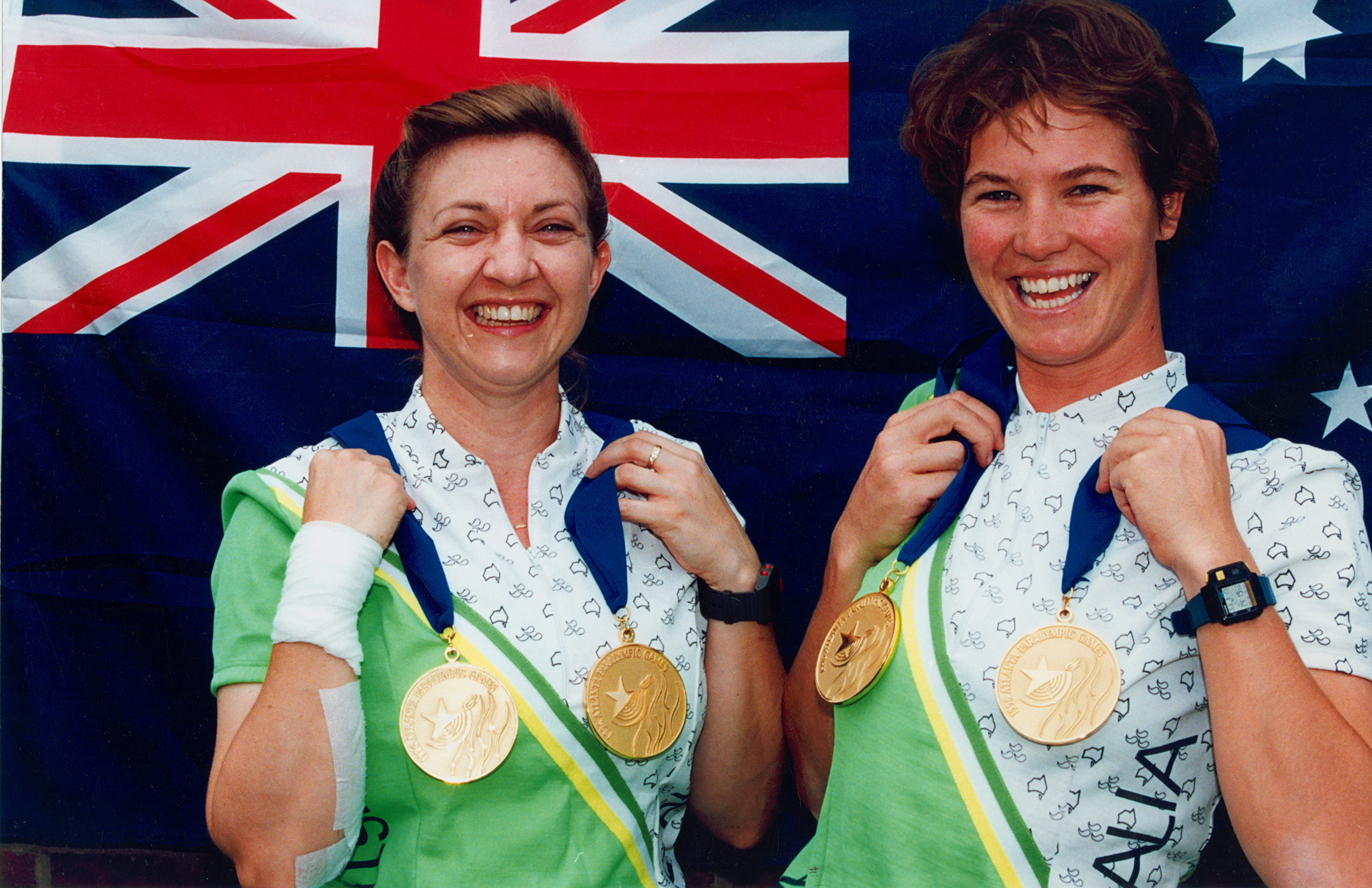
L'australiana Teresa Poole e la sua accompagnatrice Terri Smith, vincitrici della medaglia d'oro nel tandem per non vedenti ad Atlanta 1996

| Edizione              | Gare maschili | Gare femminili                        | Gare miste                          | Titoli |
| --------------------- | --- | ------------------------------------- | ----------------------------------- | ------ |
| Stoke Mandeville 1984 | Bicicletta 1500 m CP div 3 Bicicletta 1500 m CP div 4 Bicicletta 5000 m CP div 3 Bicicletta 5000 m CP div 4 Triciclo 1500 m CP div 2 Triciclo 3000 m CP div 2             | Triciclo 1500 m CP div 2              |                                     | 8      |
| Seul 1988             | Bicicletta 1500 m CP div 3 Bicicletta 1500 m C5-6 Bicicletta 3000 m C5-6 Triciclo 1500 m C5-6 Triciclo 3000 m C5-6 50 km LC2 60 km LC3 70 km LC4                          |                                       |                                     | 8      |
| Barcellona 1992       | Triciclo 1500 m a cronometro CP div 3 Bicicletta 5 km a cronometro CP div 3 Corsa in linea LC1 Corsa in linea LC2 Corsa in linea LC3 Tandem open Tandem a cronometro open | Bicicletta 5 km a cronometro CP div 3 | Tandem                              | 9      |
| Atlanta 1996          | 4 gare (3 su pista, 1 su strada) | 3 gare (1 su pista, 2 su strada)      | 16 gare (6 su pista, 10 su strada)  | 23     |
| Sydney 2000           | 4 gare (3 su pista, 1 su strada) | 3 gare (1 su pista, 2 su strada)      | 20 gare (10 su pista, 10 su strada) | 27     |
| Atene 2004            | 26 gare (13 su pista, 13 su strada) | 6 gare (4 su pista, 2 su strada)      | -                                   | 32     |
| Pechino 2008          | 30 gare (15 su pista, 15 su strada) | 11 gare (6 su pista, 5 su strada)     | 2 gare (su strada)                  | 43     |